# Ян з Буська
Ян з Буська (пол. Jan z Buska, нар. бл. 1330 — пом. 5 листопада 1381) — державний і релігійний діяч Польського королівства.
Імовірно, народився близько 1330 року в м. Бусько-Здруй, походив з міщанської родини. Закінчив юридичний факультет Падуанського університету.
Після закінчення університету Ян приїхав до Кракова і став служити при королівському дворі. 1346 року став писарем канцелярії короля Казимира Великого, з 1347 року був нотаріусом, плебаном малоґоським; з 1356 протонотаріусом королівським; від 1359 року — канцлер ґнєзненський.
Після смерті 1359 року підканцлера двору Томислава із Мокрська, Ян з Буська став королівським підканцлером (1360—1366) і секретарем. Він також був дипломатом, протягом 1360—1368 років представляв польського короля при папському дворі в Авіньйоні.
Був каноніком краківським (1368—1370), ґнєзненським, познаньським і влоцлавецьким.